# Egzon Binaku
Egzon Binaku (Åmål, 27 agosto 1995) è un calciatore svedese naturalizzato albanese, difensore dell'IF Viken.

## Carriera

### Club
Nel 2014 l'Häcken lo ha prelevato dall'IFK Åmål, dove già stava giocando in prima squadra da più di due anni nel campionato di Division 3 e successivamente in quello di Division 2.
Dopo un anno di settore giovanile, nel corso della stagione 2015 ha iniziato a collezionare presenze con la prima squadra. Nel frattempo è cambiato anche il suo posizionamento in campo, passando dal ruolo di centrocampista sinistro a quello di terzino sinistro. Il suo debutto in Allsvenskan è avvenuto il 4 maggio 2015 quando ha giocato gli ultimi minuti della vittoria sul campo dell'Halmstad. La sua seconda presenza in campionato è coincisa con il suo primo gol ufficiale, grazie a un tocco di sinistro che ha fissato il punteggio sul definitivo 0-3 in trasferta contro i campioni in carica del Malmö FF. Ha chiuso l'annata 2015 con 11 presenze in Allsvenskan.
Binaku ha iniziato all'Häcken anche la stagione 2016, ma il 1º agosto (poco oltre metà campionato) è stato girato in prestito in Superettan al Ljungskile al fine di trovare maggiore spazio. Dopo poco più di un mese, tuttavia, il prestito si è interrotto poiché l'Häcken era rimasto scoperto in difesa a seguito della vendita del sudafricano Tefu Mashamaite. Successivamente Binaku si è messo in mostra con buone prestazioni che hanno attirato l'attenzione di altre squadre, tra cui i campioni di Svezia del Malmö FF. Il 1º giugno 2017 l'Häcken ha comunicato di aver rinnovato il suo contratto fino al 2020.
La trattativa con il Malmö FF si è concretizzata a fine stagione, quando il cartellino del giocatore è stato acquistato per 8 milioni di corone, poco più di 900.000 euro, con un contratto quadriennale valido fino al termine della stagione 2021. In stagione ha giocato 12 partite di campionato da titolare e 6 da subentrante.
Il 29 marzo 2019, negli ultimi giorni di mercato che precedevano l'inizio del campionato svedese di quell'anno, Binaku è stato ceduto a titolo definitivo dal Malmö FF all'IFK Norrköping anche a causa dello spazio relativamente limitato avuto nel corso della stagione precedente. Anche con la nuova squadra, tuttavia, Binaku ha avuto un utilizzo piuttosto limitato, tanto da giocare solo 26 partite complessive nell'arco di quattro campionati. Nel dicembre 2022 ha lasciato i biancoblu per fine contratto.
Nel gennaio 2023, alla riapertura del mercato, diventa ufficialmente un giocatore del GAIS, squadra che era appena risalita dalla terza alla seconda serie nazionale. Al primo anno in neroverde ha collezionato 18 presenze, di cui 12 da titolare, in una Superettan 2023 che ha visto la squadra essere promossa nella massima serie. Nel caso dell'Allsvenskan 2024, invece, ha dovuto saltare quasi l'intero campionato, disputando solo due gare nel finale di stagione a causa di un infortunio al ginocchio occorsogli in precampionato nel derby di Coppa di Svezia contro l'Örgryte. Al termine di questa seconda annata al GAIS ha lasciato la squadra per fine contratto rimanendo svincolato.
Nel marzo 2025 è sceso a parametro zero all'IF Viken nel quinto livello del calcio svedese.

### Nazionale
Il 19 ottobre 2014 ha giocato la sua prima e unica partita con la Svezia Under-19, un'amichevole vinta 4-1 contro i pari età finlandesi.
Il 6 giugno 2017 la Federcalcio svedese ha reso noto che Binaku avrebbe preso parte agli imminenti Europei Under-21 al posto dell'infortunato Pa Konate. Fino a quel momento Binaku non aveva mai vestito la maglia dell'Under-21.
Dal 2018 fa parte della nazionale maggiore dell'Albania.

## Statistiche

### Presenze e reti nei club
Statistiche aggiornate al 1º novembre 2020.
| Stagione              | Squadra               | Campionato            | Campionato | Campionato | Coppe nazionali | Coppe nazionali | Coppe nazionali | Coppe continentali | Coppe continentali | Coppe continentali | Altre coppe | Altre coppe | Altre coppe | Totale | Totale |
| Stagione              | Squadra               | Comp                  | Pres       | Reti       | Comp            | Pres            | Reti            | Comp               | Pres               | Reti               | Comp        | Pres        | Reti        | Pres   | Reti   |
| --------------------- | --------------------- | --------------------- | ---------- | ---------- | --------------- | --------------- | --------------- | ------------------ | ------------------ | ------------------ | ----------- | ----------- | ----------- | ------ | ------ |
| 2011                  | IFK Åmål              | D3                    | 5          | 0          | CS              | 0               | 0               | -                  | -                  | -                  | -           | -           | -           | 5      | 0      |
| 2012                  | IFK Åmål              | D3                    | 15         | 0          | CS              | 0               | 0               | -                  | -                  | -                  | -           | -           | -           | 15     | 0      |
| 2013                  | IFK Åmål              | D2                    | 22         | 2          | CS              | 0               | 0               | -                  | -                  | -                  | -           | -           | -           | 22     | 2      |
| Totale IFK Åmål       | Totale IFK Åmål       | Totale IFK Åmål       | 42         | 2          |                 | 0               | 0               |                    | -                  | -                  |             | -           | -           | 42     | 2      |
| 2015                  | Häcken                | A                     | 11         | 1          | CS              | 0               | 0               | -                  | -                  | -                  | -           | -           | -           | 11     | 1      |
| ago.-set. 2016        | Ljungskile            | B                     | 2          | 1          | CS              | 1               | 0               | -                  | -                  | -                  | -           | -           | -           | 3      | 1      |
| 2016                  | Häcken                | A                     | 10         | 0          | CS              | 2               | 0               | UEL                | 1                  | 0                  | -           | -           | -           | 13     | 0      |
| 2017                  | Häcken                | A                     | 22         | 0          | CS              | 2               | 0               | -                  | -                  | -                  | -           | -           | -           | 24     | 0      |
| Totale Häcken         | Totale Häcken         | Totale Häcken         | 43         | 1          |                 | 4               | 0               |                    | 1                  | 0                  |             | -           | -           | 48     | 1      |
| 2018                  | Malmö FF              | A                     | 18         | 0          | CS              | 4               | 0               | UCL+UEL            | 1+1                | 0                  | -           | -           | -           | 24     | 0      |
| gen.-mar. 2019        | Malmö FF              | A                     | 0          | 0          | CS              | 1               | 0               | UCL+UEL            | -                  | -                  | -           | -           | -           | 1      | 0      |
| Totale Malmö FF       | Totale Malmö FF       | Totale Malmö FF       | 18         | 0          |                 | 5               | 0               |                    | 2                  | 0                  |             | -           | -           | 25     | 0      |
| 2019                  | IFK Norrköping        | A                     | 6          | 0          | CS              | 2               | 0               | UEL                | 3                  | 0                  | -           | -           | -           | 11     | 0      |
| 2020                  | IFK Norrköping        | A                     | 8          | 0          | CS              | 1               | 0               | UCL+UEL            | 0+0                | 0                  | -           | -           | -           | 9      | 0      |
| Totale IFK Norrköping | Totale IFK Norrköping | Totale IFK Norrköping | 14         | 0          |                 | 3               | 0               |                    | 3                  | 0                  |             | -           | -           | 20     | 0      |
| Totale carriera       | Totale carriera       | Totale carriera       | 119        | 4          |                 | 13              | 0               |                    | 6                  | 0                  |             | -           | -           | 138    | 4      |

### Cronologia presenze e reti in nazionale
| Cronologia completa delle presenze e delle reti in nazionale ― Albania | Cronologia completa delle presenze e delle reti in nazionale ― Albania | Cronologia completa delle presenze e delle reti in nazionale ― Albania | Cronologia completa delle presenze e delle reti in nazionale ― Albania | Cronologia completa delle presenze e delle reti in nazionale ― Albania | Cronologia completa delle presenze e delle reti in nazionale ― Albania | Cronologia completa delle presenze e delle reti in nazionale ― Albania | Cronologia completa delle presenze e delle reti in nazionale ― Albania |
| Data                                                                   | Città                                                                  | In casa                                                                | Risultato                                                              | Ospiti                                                                 | Competizione                                                           | Reti                                                                   | Note                                                                   |
| ---------------------------------------------------------------------- | ---------------------------------------------------------------------- | ---------------------------------------------------------------------- | ---------------------------------------------------------------------- | ---------------------------------------------------------------------- | ---------------------------------------------------------------------- | ---------------------------------------------------------------------- | ---------------------------------------------------------------------- |
| 7-9-2018                                                               | Elbasan                                                                | Albania                                                                | 1 – 0                                                                  | Israele                                                                | UEFA Nations League 2018-2019 - 1º turno                               | -                                                                      |                                                                        |
| 10-9-2018                                                              | Glasgow                                                                | Scozia                                                                 | 2 – 0                                                                  | Albania                                                                | UEFA Nations League 2018-2019 - 1º turno                               | -                                                                      |                                                                        |
| 10-10-2018                                                             | Elbasan                                                                | Albania                                                                | 0 – 0                                                                  | Giordania                                                              | Amichevole                                                             | -                                                                      | 61’                                                                    |
| 14-10-2018                                                             | Be'er Sheva                                                            | Israele                                                                | 2 – 0                                                                  | Albania                                                                | UEFA Nations League 2018-2019 - 1º turno                               | -                                                                      |                                                                        |
| 17-11-2018                                                             | Scutari                                                                | Albania                                                                | 0 – 4                                                                  | Scozia                                                                 | UEFA Nations League 2018-2019 - 1º turno                               | -                                                                      |                                                                        |
| Totale                                                                 |                                                                        | Presenze                                                               | 5                                                                      |                                                                        | Reti                                                                   | 0                                                                      |                                                                        |

| Cronologia completa delle presenze e delle reti in nazionale ― Svezia under 21 | Cronologia completa delle presenze e delle reti in nazionale ― Svezia under 21 | Cronologia completa delle presenze e delle reti in nazionale ― Svezia under 21 | Cronologia completa delle presenze e delle reti in nazionale ― Svezia under 21 | Cronologia completa delle presenze e delle reti in nazionale ― Svezia under 21 | Cronologia completa delle presenze e delle reti in nazionale ― Svezia under 21 | Cronologia completa delle presenze e delle reti in nazionale ― Svezia under 21 | Cronologia completa delle presenze e delle reti in nazionale ― Svezia under 21 |
| Data                                                                           | Città                                                                          | In casa                                                                        | Risultato                                                                      | Ospiti                                                                         | Competizione                                                                   | Reti                                                                           | Note                                                                           |
| ------------------------------------------------------------------------------ | ------------------------------------------------------------------------------ | ------------------------------------------------------------------------------ | ------------------------------------------------------------------------------ | ------------------------------------------------------------------------------ | ------------------------------------------------------------------------------ | ------------------------------------------------------------------------------ | ------------------------------------------------------------------------------ |
| 10-6-2017                                                                      | Helsingborg                                                                    | Svezia under 21                                                                | 0 – 2                                                                          | Danimarca under 21                                                             | Amichevole                                                                     | -                                                                              | 73’                                                                            |
| 22-6-2017                                                                      | Lublino                                                                        | Slovacchia under 21                                                            | 3 – 0                                                                          | Svezia under 21                                                                | Europeo Under-21 2017 - 1º turno                                               | -                                                                              |                                                                                |
| Totale                                                                         |                                                                                | Presenze                                                                       | 2                                                                              |                                                                                | Reti                                                                           | 0                                                                              |                                                                                |

## Palmarès

### Club

#### Competizioni nazionali
- Coppa di Svezia: 1

Häcken: 2015-2016